# Boolescher Differentialkalkül
Der Boolesche Differentialkalkül (BDK) ist ein Teilgebiet der Booleschen Algebra, der sich speziell mit Änderungen von Booleschen Variablen und Booleschen Funktionen beschäftigt.
Die Entwicklung des Booleschen Differentialkalküls wurde durch die Arbeiten von Sheldon B. Akers, Jr. (1959) und A. D. Talancev (A. D. Talantsev, А. Д. Таланцев) (1959) eingeleitet. Seit dieser Zeit wurden sowohl in der Theorie als auch in der Anwendung beim Schaltungsentwurf wichtige Ergebnisse erzielt. Insbesondere die Arbeiten von Dieter Bochmann und Christian Posthoff (1981), André Thayse (1981) sowie Dieter Bochmann und Bernd Steinbach (1991) waren für die Entwicklung des Booleschen Differentialkalküls von Bedeutung.
Boolesche Differentialoperatoren nehmen im BDK eine wichtige Stellung ein. Sie gestatten die Anwendung eines dem der klassischen Analysis verwandten Differentialbegriffs auf logische Funktionen.
Das Differential {\displaystyle \mathrm {d} x_{i}} einer Booleschen Variablen {\displaystyle x_{i}} modelliert den Zusammenhang
{\displaystyle \mathrm {d} x_{i}={\begin{cases}0,&{\text{keine Änderung von }}x_{i}\\1,&{\text{Änderung von }}x_{i}\end{cases}}}.
Dabei ist nichts über die Natur, die Ursachen oder Folgen der Änderung vorausgesetzt. Die Differentiale {\displaystyle \mathrm {d} x_{i}} sind ebenfalls binäre Größen. Man kann mit ihnen wie mit den üblichen binären Variablen rechnen.
Mit Hilfe des Booleschen Differentialkalküls können unterschiedliche Ansätze der ereignisdiskreten Systemtheorie wie die Automatentheorie, die Petri-Netz-Theorie und die Supervisory Control Theory in einer einheitlichen und geschlossenen Form behandelt und deren spezifische Vorteile vereinigt werden.